# Pardosa multivaga
Pardosa multivaga là một loài nhện trong họ Lycosidae.
Loài này thuộc chi Pardosa. Pardosa multivaga được Eugène Simon miêu tả năm 1880.